# Fluid
Als Fluid (von lateinisch fluidus ‚fließend‘) werden Substanzen bezeichnet, die sich unter dem Einfluss von Scherkräften kontinuierlich verformen, d. h. sie fließen. Der Schubmodul idealer Fluide ist null.
In der Chemie und Physik werden fließfähige Materialien, die Gase, Flüssigkeiten und überkritische Fluide umfassen, unter dem Begriff Fluide zusammengefasst. Viele physikalische Gesetze gelten für Gase und Flüssigkeiten gleichermaßen, denn sie unterscheiden sich in manchen Eigenschaften nur quantitativ (in der Größenordnung des Effekts), aber nicht qualitativ.
Die Strömungslehre bezeichnet jede Substanz als Fluid, die einer genügend langsamen Scherung keinen Widerstand entgegensetzt (endliche Viskosität). In diesem Sinne umfasst der Begriff außer Materie im flüssigen und gasförmigen Aggregatzustand auch Plasma, Suspensionen und Aerosole.
Reale Fluide werden eingeteilt in
- Newtonsche Fluide: sie lassen sich durch die Navier-Stokes-Gleichungen beschreiben;
- Nichtnewtonsche Fluide: ihr Verhalten ist komplexer und wird in der Rheologie behandelt.

Aufgrund ihrer Oberflächenspannung bilden Flüssigkeiten eine freie Oberfläche; sie sind tropfbar. Bei Gasen ist dies nicht der Fall.
Viskoelastische Stoffe sind ein Sonderfall von Flüssigkeiten, die sich unter gewissen Umständen wie ein elastischer Feststoff verhalten.